# Козаки

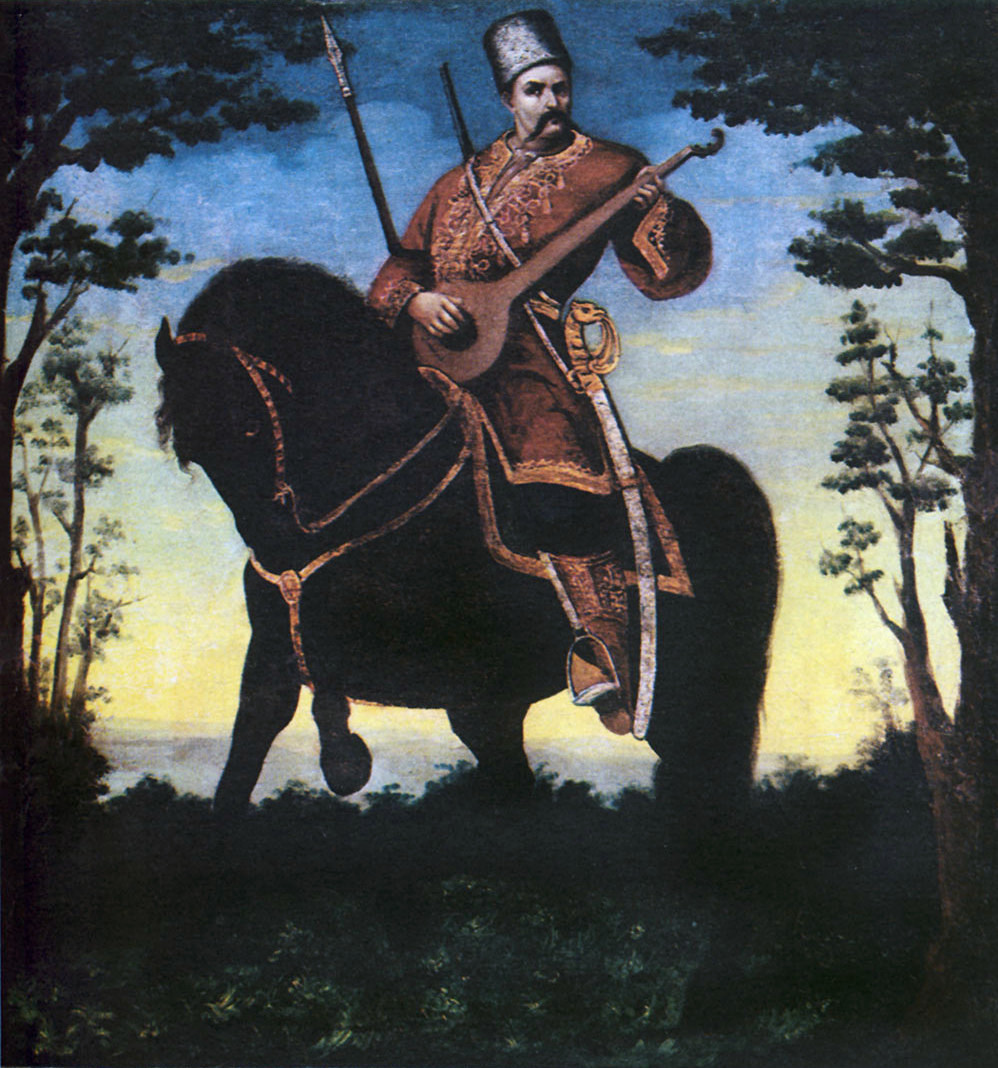
Козак Мамай — ідеальний козак у фольклорі українців

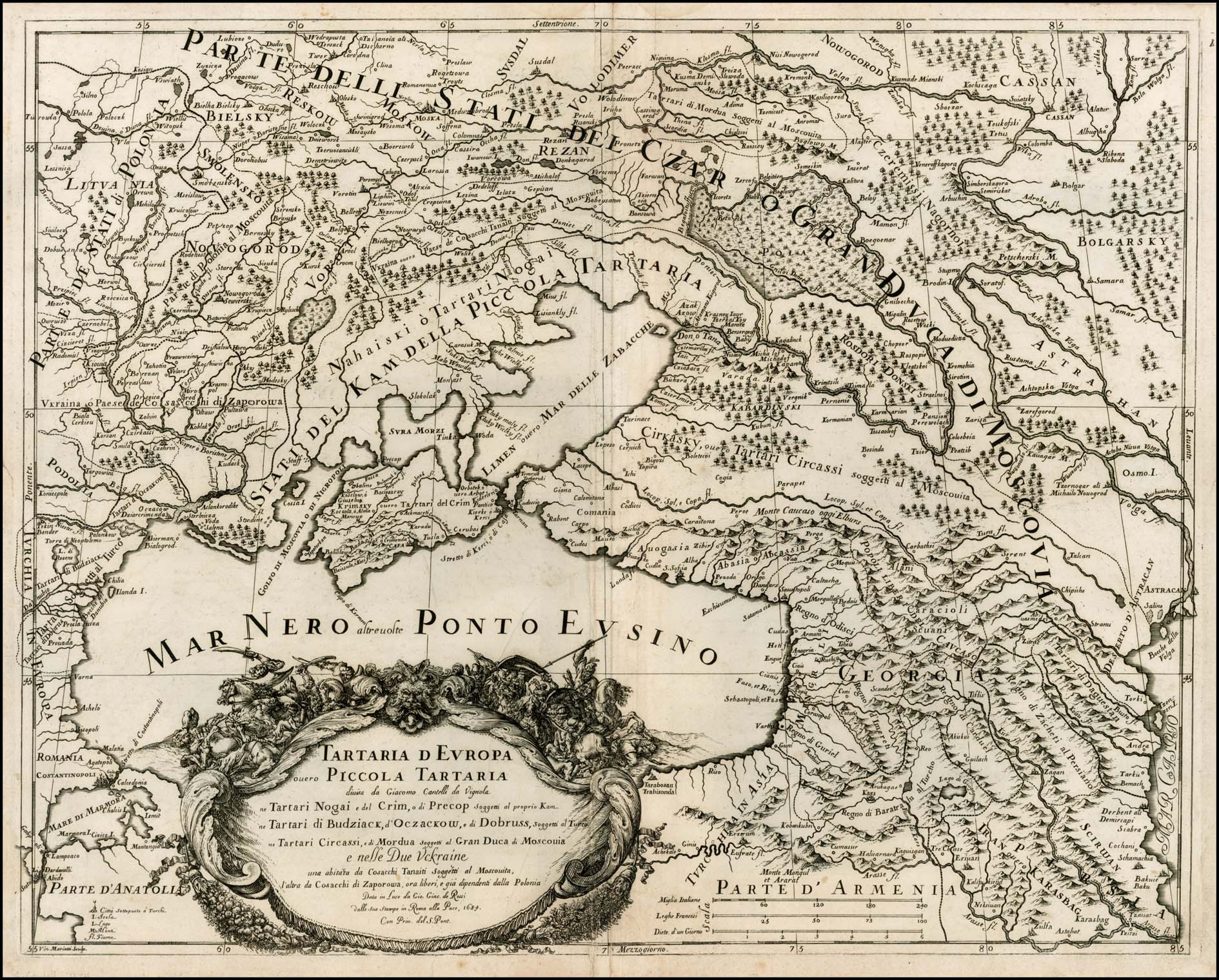
Італійська карта «Європейської Татарії», 1684. Наддніпрянська Україна позначена як «Україна або край запорозьких козаків (Vkraina o Paese de Cossachi di Zaporowa)»

Козаки́ — це збірна назва козаків в Україні та в порубіжних державах з кінця XV століття; слово „козак“ на письмі вперше вжито в «Початковій історії монголів» (1240 р.) у значенні "людини самітньої, не зв'язаної ні з домівкою, ні з сім'єю"; учасники самоврядних чоловічих військових, згодом і територіальних громад, спільнота людей такої самоназви, що з XV століття фіксуються джерелами у степах Східної Європи, зокрема Подніпров'я, на теренах Дикого поля (Великого Лугу, Дніпровського пониззя).
Хоча вважається, що основним заняттям козаків була військова справа, при більш уважному дослідженні помічаємо, що козаки та їхні нащадки встигли себе проявити практично в усіх сферах суспільного життя, яке відоме за військово-прикладною сферою (охорона й патрулювання торгових шляхів, морські рейди на чайках проти турецького флоту в Криму та Чорному морі, захист українських земель від татарських «полювань на рабів», участь у військових кампаніях сусідніх володарів та захист кордонів сусідніх держав), а також у ремісництві, полюванні, землеробстві, науці тощо.
На думку Арнольда Дж. Тойнбі:
|  | розкидані на величезній території козацькі громади, які — перед своєю загибеллю у вогні Російської комуністичної революції 1917 року — заселяли смугу, що тяглася через усю Азію, від Дону до Уссурі, походили від однієї материнської громади — січового товариства дніпровських козаків. |

У XVI столітті козаки були організовані в дві воєнні державні формації — Військо Запорозьке та Донське військо. Згодом 1764 року імператриця Російської імперії Катерина II заборонила та знищила Військо Запорозьке, переселився більшість козаків на Кубань, а Донське військо на початку XVIII століття було інкорпоровано до складу військово-політичної структури Російської імперії. Остання поступово ліквідувала козацькі права і автономії шляхом залучення козацької верхівки до дворянського стану нищенням козацьких самостійницьких осередків, зросійщенням. На середину XIX століття в Росії існувало 11 козацьких військ, що були розташовані в прикордонних зонах Кавказу та Сибіру. Після створення СРСР революційна більшовицька (комуністична) влада взяла курс на ліквідацію існуючих суспільних станів і форм власності, внаслідок чого натрапила на затятий спротив представників козачого стану, і тому фактично його фізично винищила у ході розкозачення, репресій та Голодомору на теренах колишніх козачих земель. Досить велика частина козаків воювала проти революційної радянської влади на боці Німеччини під час Другої світової війни.
З 1990–1991 років, особливо після розвалу СРСР, ряд громадських організацій України, Білорусі, Росії та Казахстану намагаються відроджувати козацькі традиції. 1990-ті для козацтва в Росії характеризувалися створенням самопроголошених козацьких «республік», увесь період після розпаду СРСР — використанням керівництвом РФ козаків в опосередкованих війнах (Війні на сході України), що в 2010-х призвело, зокрема, до розриву співпраці козацьких організацій України зі «Всевеликим військом Донським» Козіцина.

## Етимологія

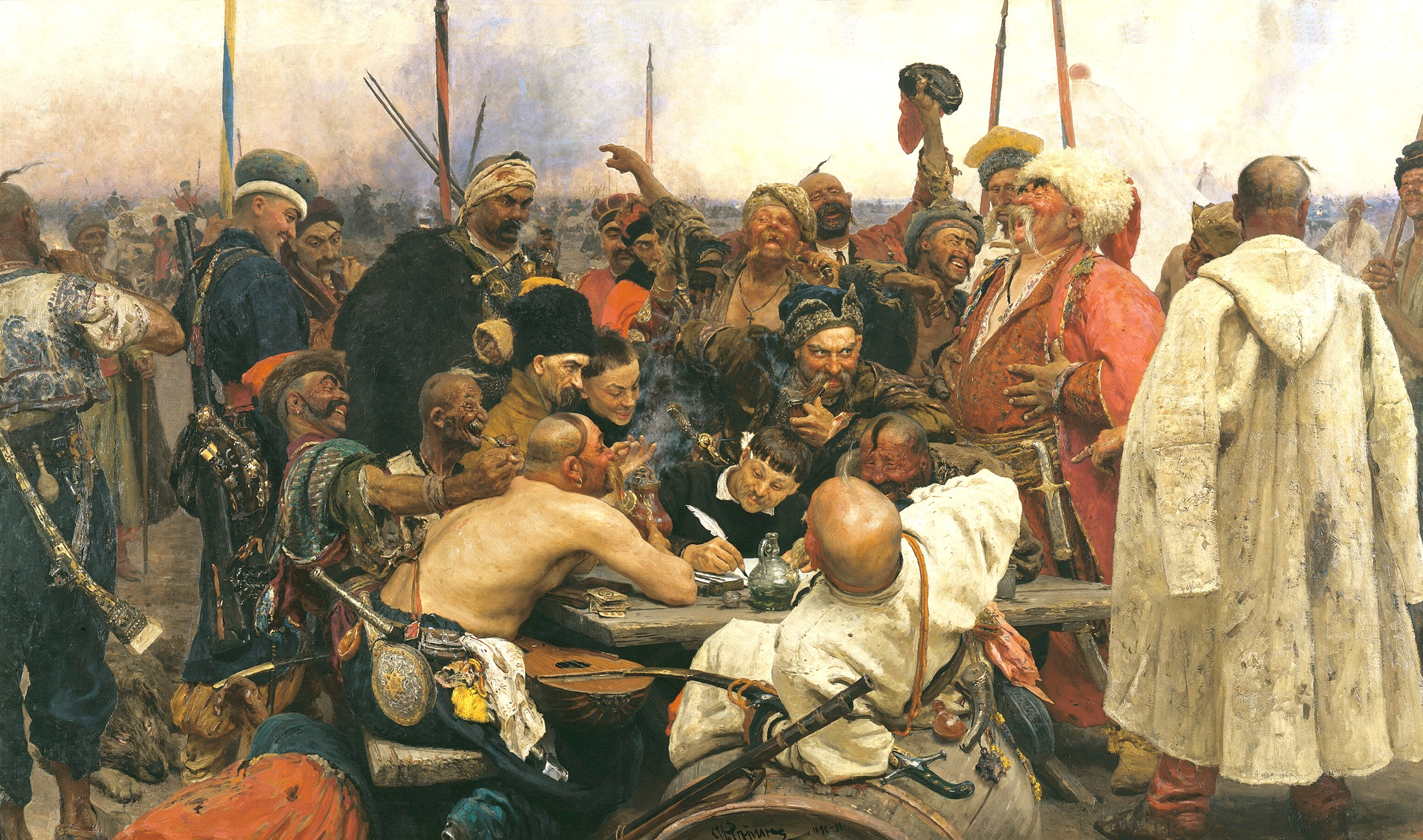
Запорожці пишуть листа турецькому султанові.

### Сучасні гіпотези
- Від половецького «Cosac» — «варта», «чота». Зустрічається в «Codex cumanicus»[5].
- Від кримськотатарського або турецького «Qazaq» — «вільна, незалежна людина», «шукач пригод», «бурлака»[6][7], за часів Улусу Джучі так іменували «вільних» вояків, що опинилися поза племінною структурою, з яких набирали додаткові військові загони[8].
- Від тюркського «Qazaq» — «вирізати, оголити гострим інструментом», «поголений, безбородий». Чоловіки, які були призначені для служби у війську, для військових походів, зобов'язані були бути поголеними, безбородими. Ця вимога була обов'язковою, зокрема для вояків кінних загонів, що виникли в Русі-Україні.[9]

### Старі гіпотези
Виникли у наслідок популярного в XVII–XVIII ст. філологічного напряму досліджень (співзвучності назв). З погляду наукового обґрунтування нічого не варті.
- Від імені легендарного ватажка Козака[10].
- Від слова «коза» у зв'язку зі спритністю козаків[11].
- Від етноніму «хозари». Популярна гіпотеза в козацькій історіографії кінця 17 — початку 18 століття[12],[13].

### Згадки
Помилково вважається, що вперше термін «козак» було згадано в Таємній історії монголів в 1240 році, але насправді слово «qazaq» було вжито не в оригінальному творі, а в пізнішій переробці — татарській хроніці XVII століття «Дафтар-і Чингіз-наме». У XIV ст. цей термін вміщено в словник половецької мови (Кодекс Куманікус) і в додаток грецького збірника житій святих. Перша згадка про козаків у слов'янському тексті була в «Никонівському літописі», у 1444 році «козаки рязанські» взяли участь у відбитті татарського набігу.
Найперша згадка про козаків в Західній Європі зустрічається в генуезькій хроніці за 1474 рік. Перша в історії офіційна згадка про дії козаків на морі й офіційна згадка про запорозьких козаків узагалі — 1489 у Хроніці Польській М. Бельського, яка описує похід польського війська під проводом королевича Яна Ольбрахта проти татар. Козаки тоді жили на території сучасних Вінниччини та прилеглих районів Кіровоградської, Черкаської та Одеської областей — це було Східне Поділля. Перші козацькі слободи розташовувались обіч сумновідомого татарського «Чорного шляху» вздовж річки Тясмин, що біля Чигирина, річки Ташлик, що біля Сміли, а також річок Конилка та Гірський Тікич неподалік Умані. Отож колиска всього козацтва знаходиться на території сучасної Київської, Черкаської та Вінницької областей України.

## Походження

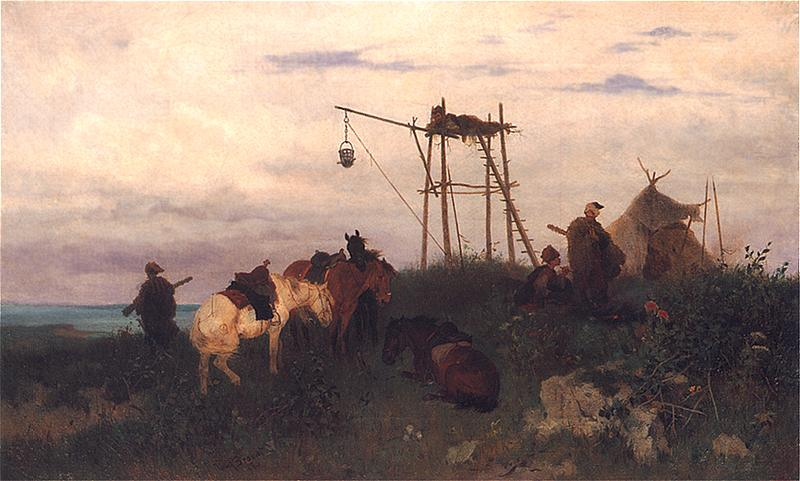
Чотарі над Дніпром.

### Теорії
- Автохтонна — козаки це місцевий стан, що виник через потребу захисту південного кордону Литовського князівства. Місцеві старости почали набирати загони «вільних» вояків за прикладом сусідів — беків Улусу Джучі, які теж називали таких бійців «козаками» (дослівно — «вільними», тими, що не належав до певного племені)[16]. З часом козацьку верству почали формувати централізовано — згідно з державницькою політикою тогочасного уряду. Першим її виклав Мартин Бєльський, нащадок козацького старшини. На цьому стояв й Самійло Величко, а згодом детально обґрунтував Михайло Максимович. Прибічником цієї догми був і Михайло Грушевський.
- Боярська — козаки сформувалися на основі руських бояр та незнатного військового люду Литви та Польщі, професійних військових, які не отримали статусу шляхтичів і були змушені займатися війною та розбоєм (Антонович, Леп'явко).
- Уходницька — козаки сформувалися на основі промислових ватаг представників різних станів, що йшли на сезонні промисли в Причорноморські й Прикаспійські степи. Значну частину уходників становили селяни-втікачі з Литви, Польщі та Московії, через що уходницьку теорію також називають утікацькою. Для оборони від татар уходники брали з собою зброю, організовувалися у збройні загони. Ця теорія є панівною в радянській й пострадянській історіографії.

### Гіпотези
- Кочівницька — козаки походили від одного або декількох кочових народів, що в різні часи мешкали на території Північного Причорномор'я. Пращурами козаків називають скіфів, сарматів, хозарів, чорних клобуків, половців, черкесів (адигів), татар та інших. Кочівницька гіпотеза походження козаків сформувалася під впливом польської історичної школи XVI — XVII століття й була пов'язана із теорією сарматського походження шляхти. За тогочасною традицією виводити походження стану або народу від певного народу давнини, козацькі літописці XVIII століття обстоювали хозарське походження козаків. З розширенням джерельної бази та становленням історичної науки, кочівницькі гіпотези були відкинута офіційною історіографією. Вперше на недосконалість гіпотези вказав Олександр Рігельман[13]. У XX столітті апологетом половецького походження козаків був російський вчений Гумільов. У XXI ст. цю гіпотезу — щодо запорожців, донців та кубанців — було спростовано рядом генетичних досліджень[17].
- Бродницька — козаки є нащадками бродників, берладників і галицьких вигонців, які мешкали в XI — XIII століттях в Північному Причорномор'ї (автор Голубовський). Частково цю гіпотезу підтримував Гумільов. Водночас, вони вказували на відсутність прямого зв'язку між спільнотами бродників і козаків, через наявність часової прірви. Різновидом бродницької гіпотези є болохівська гіпотеза (автор Дашкевич), згідно з якою козаки є нащадками мешканців Болохівської землі, які полишили руських князів і визнали сюзеренітет монгольського хана.

## Козаки Подніпров'я (козаки-українці на службі в Україні-Гетьманщині, Московському царстві та Речі Посполитій)

### Військо Запорозьке

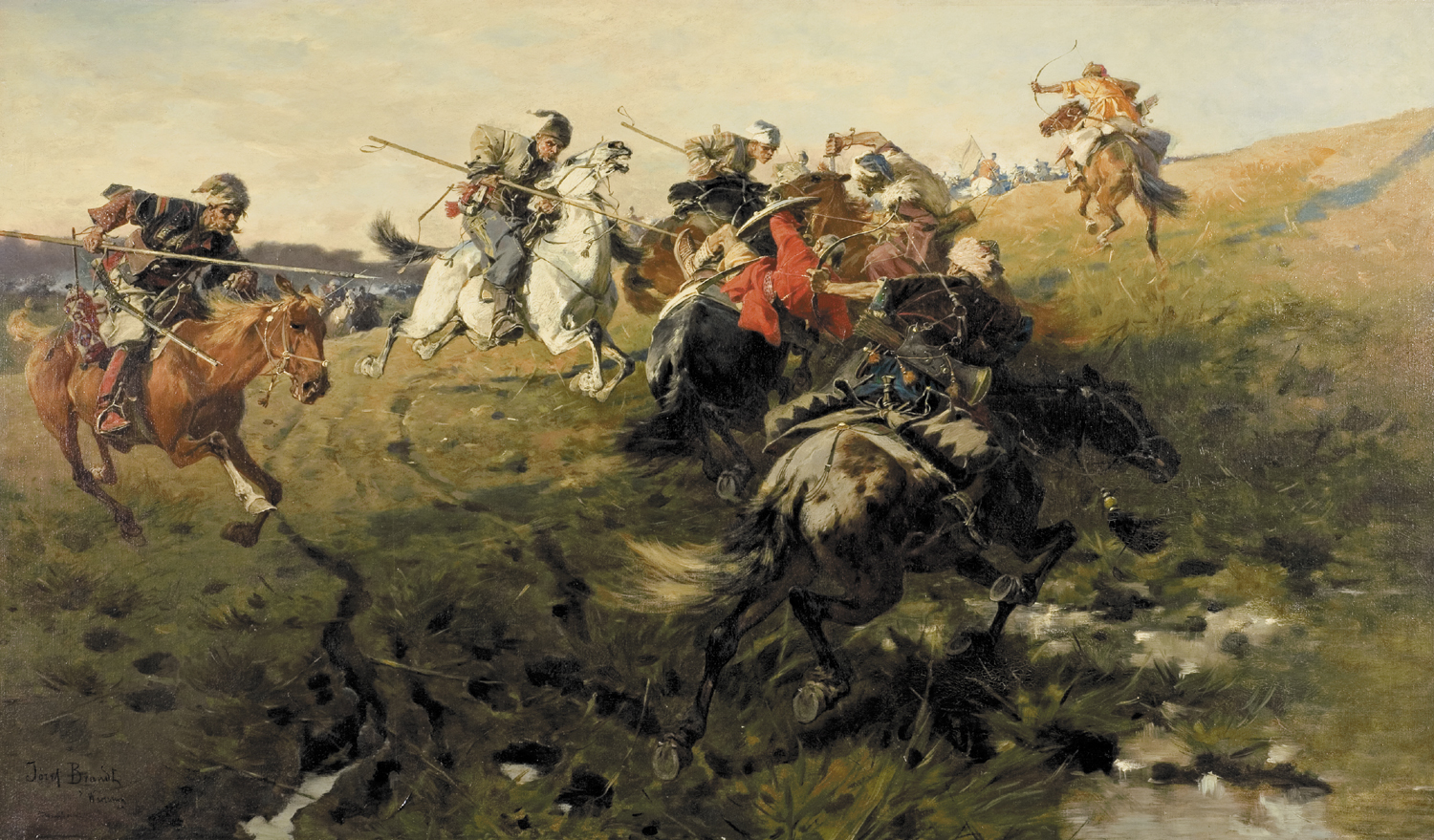
Сутичка з басурманами.

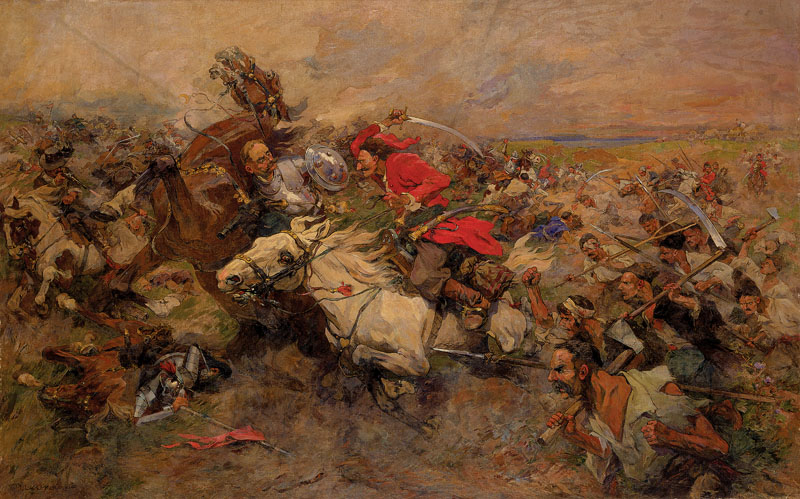
Бій козаків з ляхами.

Запорозьке козацьке військо сформувалося в середині XVI століття в середній течії Дніпра, на незайманій території Запорожжя, розташованій на кордонах Речі Посполитої, Кримського ханства і Московського царства. Основу війська складали руські шляхтичі та міщани. Центром запорожців була дніпровська фортеця — Січ, прообразом якої було укріплення, споруджене волинським князем Дмитром-Байдою Вишневецьким на острові Мала Хортиця 1556 року.
1572 року невелика частина запорожців була взята на службу і вписана до державного реєстру польським королем Сигізмундом II Августом. Це дало початок реєстровим козакам. Вони квартирувалися в українських порубіжних містах і називалися «Військом Запорозьким Городовим». Кількість реєстрових запорожців у 1617–1637 роках становила близько 6 тисяч. Центр війська розташовувався в Трахтемирові. На противагу привілейованим реєстровцям, більшість козаків належала до нереєстрового козацтва. Вони проживали на українському порубіжжі, Запорожжі, так званому Низу, і називалися «Військом Запорозьким Низовим». Їхнім центром була Січ. Обидві гілки запорозького козацтва мали власне самоврядування з елементами військової демократії, за зразком шляхетського самоврядування.
З другої половини XVI до середини XVII століття Військо Запорозьке брало участь у більшості воєн Речі Посполитої; зокрема, у Лівонській війні 1558–1583 років, польсько-московській війні 1605–1618 років, Хотинській війні 1620–1621 років, Смоленській війні 1632–1634 років. Крім цього козаки самовільно ходили з грабіжницькими походами до Молдови, Московію, Крим, Чорноморське узбережжя Болгарії і Малої Азії, а також активно займалися найманством, особливо під час Тридцятирічної війни 1618–1648 років. Незважаючи на військові здобутки і привілеї, козаки часто зазнавали соціальних утисків з боку місцевої руської і польської шляхти. Правовий і соціальний гніт ставав причиною козацьких повстань, найбільшими з яких були повстання Косинського 1591–1593 років, повстання Наливайка 1594–1596 років, повстання Жмайла 1625 року, повстання Федоровича 1630 року, повстання Сулими 1635, повстання Павлюка 1637 року й повстання Острянина 1637 року.
У 1648–1657 роках козаки під керівництвом гетьмана Богдана Хмельницького підняли велике повстання у Речі Посполитій, результатом якого стало створення в Наддніпрянщині самоврядної української держави — Війська Запорозького або Гетьманщини. 1654 року для продовження війни з поляками козацька Україна прийняла протекторат московського царя, а 1656 року, через підписання московитами сепаратного миру, уклала союз із Швецією і Трансільванією. 1657 року, після обрання новим гетьманом Івана Виговського, всередині України спалахнуло антигетьманське повстання, що розвинулося у козацько-московську війну. Незважаючи на перемогу гетьмана під Конотопом в 1659 році, він втратив підтримку козацької старшини через його рішення укласти союз із поляками. Стартував період козацьких міжусобиць — руїни, в результаті якої козацька держава розкололася по Дніпру на Лівобережжя, Правобережжя і Запорожжя. Правобережні козаки опинилися під владою Речі Посполитої, а Лівобережжя і Запорожжя — під впливом Московії. 1667 року цей поділ був затверджений Андрусівським миром. Козацькі намагання об'єднати Україну під проводом гетьмана Петра Дорошенка за допомоги Османської імперії у 1672–1676 роках закінчилися поразкою і закріпленням попереднього поділу. 1689 року Московія і Річ Посполита остаточно розділили Гетьманщину. Наприкінці XVII століття поляки ліквідували залишки козацького суверенітету на Правобережжі, а московити зберегли його на Лівобережжі. 1709 року, під час Великої північної війни, козаки під проводом гетьмана Івана Мазепи уклали союз із Швецією, намагаючись визволитися з-під московського панування, але зазнали поразки під Полтавою. 1710 року переможені козаки на чолі з гетьманом Пилипом Орликом прийняли у вигнанні першу козацьку Конституцію. Через повстання Мазепи Московська держава, перетворена на Російську імперію, взяла курс на ліквідацію козацької автономії в Україні. 1754 року росіяни ліквідували українсько-російський митний кордон і 1764 року скасували гетьманство, надавши останньому гетьману Кирилу Розумовському титул фельдмаршала. 1775 року російськими військами що рушили з Фортеці Святої Єлисавети було зруйновано Запорозьку Січ, а останнього отамана, Петра Калнишевського відправлено на Соловки.1781 року ліквідовано козацький устрій в Україні, а 1783 року закріпачено українських козаків і вільних селян. 3 козацької старшини утворилася нова українська аристократія. Новий устрій проіснував на українських землях до кінця XVIII століття, а військові козацькі формування  — до I половини XIX століття.

### Віра
Більшість козаків трималися православної віри. У Конституції Пилипа Орлика, ухваленій 5 квітня 1710 р., козаки записали таке:
|  | Оскільки серед трьох богословських чеснот перше місце посідає віра, то й перший пункт нехай буде про Віру Православного Східного Обряду, якою колись відважний Козацький народ був просвітлений через козарських князів від Константинопольського Апостольського престолу. І відтоді аж донині (наш народ) твердо в ній перебуває, ніколи не стривожений чужинською релігією. Добре відомо усім, що славної пам’яті Гетьман Богдан Хмельницький з Військом Запорозьким не через якусь іншу причину розпочав законну війну проти Польської Держави, лише прагнучи належної по праву свободи і захищаючи Православну Віру, яку всіляко пригноблювали польські влади і принаджували до об’єднання з Римською Церквою. Після знищення на батьківщині чужинської Новоримської Релігії (Хмельницький) із названим Військом Запорозьким і народом Руським не з якої іншої причини віддався під захист Московського Царства, добровільно прийнявши його новообраний Ясновельможний Гетьман, коли всемогутній Господь Бог сприятиме військовому щастю Його Священної Королівської Величності короля Швеції у збройному порятунку нашої батьківщини від ярма московського рабства, буде зобов’язаний і примушений у законному порядку особливо дбати про те, щоб жодна чужинська релігія не запроваджувалася на нашій Руській батьківщині. А якщо б вона коли-небудь таємно або явно об’явилася, то (гетьман) повинен буде сам з власної ініціативи її викорінити, не допускаючи проповідування та розмноження кількості її прихильників [...], докладаючи особливих зусиль, щоб вовіки міцніла одна-єдина Віра Православна Східного Обряду під священним Апостольським престолом у Константинополі, і щоб ширилася слава Божа, і щоб при новозбудованих церквах множилося навчання руських дітей вільним мистецтвам, і щоб віра Господня міцніла й процвітала серед чужинських релігій як троянда серед колючок. А задля більшого авторитету першого в Малій Русі Київського митрополичого престолу і для зручнішого керівництва духовними справами згаданий Ясновельможний Гетьман, коли наша батьківщина буде звільнена від московського ярма, мусить сприяти поверненню її у підпорядкування первісній екзаршій владі Константинопольського Апостольського престолу, щоб таким чином відновити зв’язок і послушницьку належність нашої батьківщини до вищеназваного Апостольського Константинопольського престолу, удостоєного Євангельською проповіддю нести світло і утверджуватися у Святій Вселенській Вірі. |

### Хмельниччина, Україна (Гетьманщина) і козацький народ, козаки-українці
Під час Хмельниччини за словами польських літописців того часу «вся Україна покозачилась», тобто місцеві християни, серед яких основну масу становили місцеві русини з діда-прадіда або діти від змішаних шлюбів з поляками, волохами, татарами, кавказцями (черкасами) тощо щоб підкреслити свої прагнення до волі назвались козаками себто воїнами Христовими, вільними людьми з волі Божої і людьми, які хочуть бути записаними у козацькі реєстри, які урівняють їх у правах зі шляхтичами тощо. Так на базі старої, розгромленої Русі відбувалось явлення світові України (Гетьманщини) і нового, козацького, українського народу, який ми нині знаємо, тих людей, які згодом, коли їм відмовлять у праві на самоназву козак, коли самоназва русин в їх очах перестане бути актуальною стануть масово вживати самоназву українець (козак-українець).

## Козаки на службі в Російській імперії

### Військо Донське

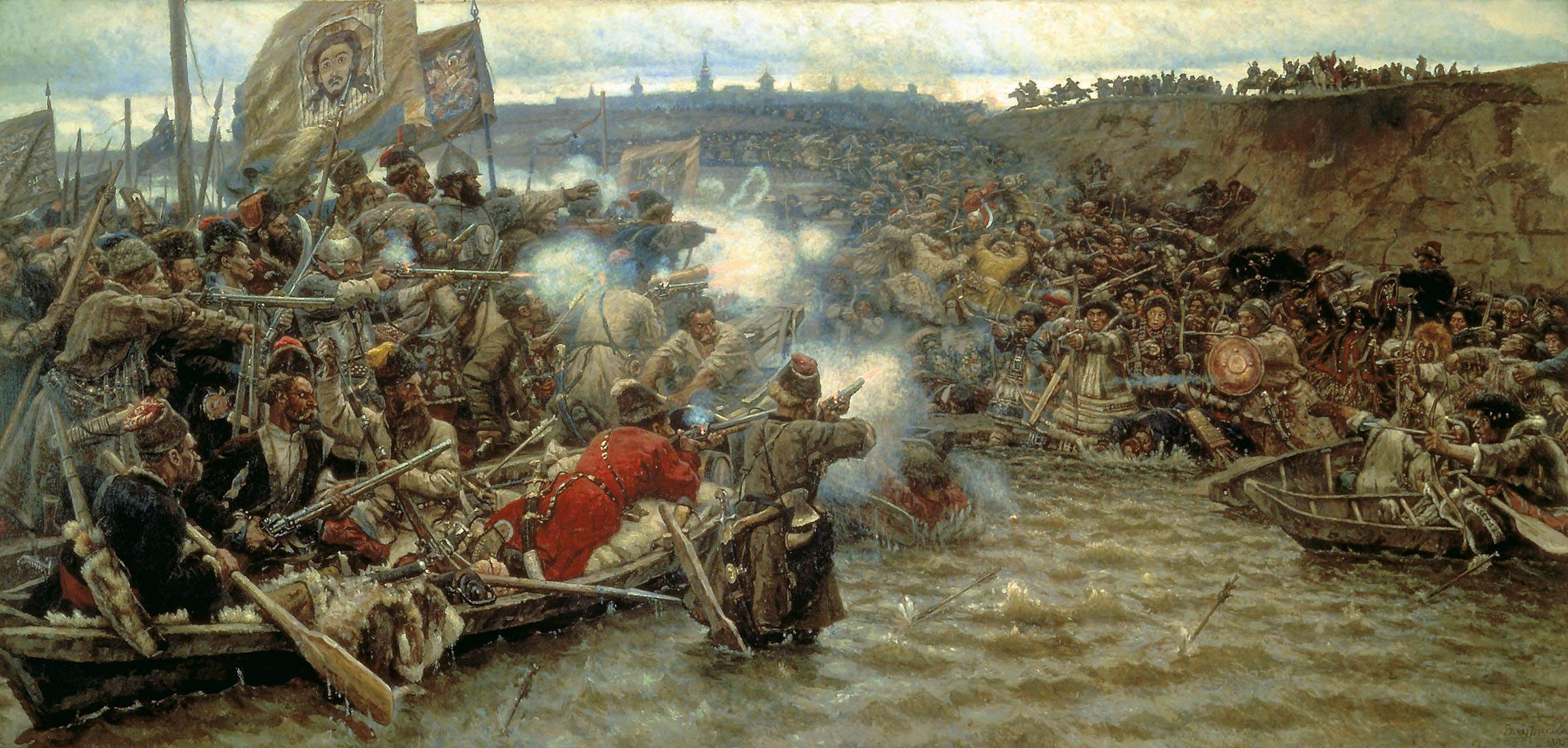
Підкорення Сибіру Єрмаком.

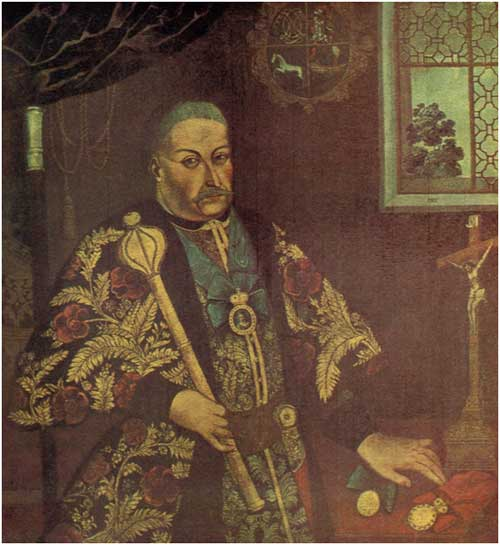
Донський отаман Єфремов.

Прапор Донської Республіки. Синій колір символізує козаків, жовтий — калмиків, червоний — росіян.

Донське козацтво сформувалося в другій половині 16 століття в нижній течії Дону, на незайманій території між Кримським ханством і Московією. Основу війська складали русини, московити, кримські і ногайські татари, що належали до різних соціальних верст. 1570 року козаки прийняли протекторат московського царя Івана Грозного і стали називатися Донським військом. Їхнім центром стала станиця Роздорська, а з 1644 року — місто Старочеркаськ. Залежність донців від Москви була формальною. З одного боку вони брали участь у ліквідації Сибірського ханства 1598 року, що було приєднано до Московії, і сприяли московській експансії в Азію. Проте під час московсько-польської війни 1605–1618 років козаки підтримували самозванців на московський престол і брали участь в антиурядовому повстанні Болотнікова 1606–1607 років. Разом із запорожцями донці ходили у самовільні походи на Крим, Московію, Персію, здійснювали грабіжницькі походи в акваторії Каспійського і Чорного морів. 1637 року козаки разом захопили османську фортецю Азов, яку утримували 5 років. У 1648–1657 роках частина донців підтримувала запорожців у боротьбі проти Речі Посполитої.
У 1670–1671 роках донські козаки під проводом Степана Разіна підняли на півдні Московії велике повстання, що було придушене царськими військами. В результаті поразки, Москва обмежила автономію донців, реорганізувавши їх у Донське козацьке військо. Воно брало участь у Азовських походах Петра І та Північній війні 1700–1721 років. Проте подальший наступ московитів на козацьке самоврядування спричинило нове козацьке повстання 1707–1709 років під проводом отамана Кіндрата Булавіна, що розвинулося в донсько-московську війну. Московія, перетворена на Російську імперію, жорстко придушила виступ, зменшила володіння Донського війська й скасувала його автономію. 1716 року відносини з козаками стали проводитися не через Посольський приказ, як з усіма державами, а Урядовий сенат. 1721 військо перейшло у відомство Військової колегії, перетворившись на підрозділ царської армії, що очолювався наказними, а не виборними отаманами. Воно брало участь у Перському поході 1722–1723 років, Семирічній війні 1756–1763 років проти Пруссії, російсько-турецьких війнах 1735–1739 і 1768–1774 років, придушенні козацького повстання під проводом Омеляна Пугачова. 1786 року на території донців була утворена російська адміністративна одиниця — земля війська Донського, перетворена 1870 року на область війська Донського.
В Російській імперії донські козаки були найстаршим і найчисельнішим з усіх козацьких військ. Станом на 1913 рік їх нараховувалося 1,5 мільйонів осіб з сім'ями. Адміністративним центром донського війська був Новочеркаськ. До революції 1917 року донці брали участь практично в усіх збройних конфліктах Росії: наполеонівських війнах 1803–1815 років, Великій кавказькій війні 1817–1864 років, російсько-японській війні 1904–1905 років, Першій світовій війні 1914–1918 років. В мирний час козаки виконували поліцейські функції.
Після жовтневого перевороту 1917 року область війська Донського стала одним із центрів антибільшовицької боротьби та білого руху під проводом Олексія Каледіна. 1918 року донські козаки проголосили створення власної держави Всевеликого Війська Донського на чолі з отаманом Петром Красновим. Частина самостійницького донського керівництва виступала за тісний союз із Добровольчою армією генерала Антона Денікіна, що воювала за відновлення єдиної Росії. 1920 року Донська республіка була завойована більшовиками, які скасували козацтво на Дону. Частина донців емігрувала за кордон, а на решту чекало розкозачення, репресії та голодомори. Під час Другої світової війни, у 1942–1945 роках, нацистська Німеччина використовувала донських козаків для боротьби з радянською армією.
Починаючи з кінця 1980-х почалося відродження козацьких військ у Росії. Восени 1991 року були проголошені Донська, Армавірська, Терська, а також Зеленчуцько-Урупська та Баталпашинська козацькі республіки, причому дві останні об'єдналися у Козацьку Верхню Кубань. Усі разом ці республіки сформували Союз козацьких республік півдня Росії, який розраховував стати однією з союзних республік. Козаки були офіційно визнані Росією етнічною групою росіян, однак ряд козацьких активістів, зокрема Сергія Лошкарьова, Олександра Дзіковицького, Петра Молоділова, було засуджено до ув'язнення за їхню діяльність. Росія використовувала відроджене козацтво в опосередкованих війнах, зокрема у своїй агресії проти України, під час якої бойовики з числа донських козаків очолювані Миколою Козіциним контролювали частину Луганської області.

### Кубанські

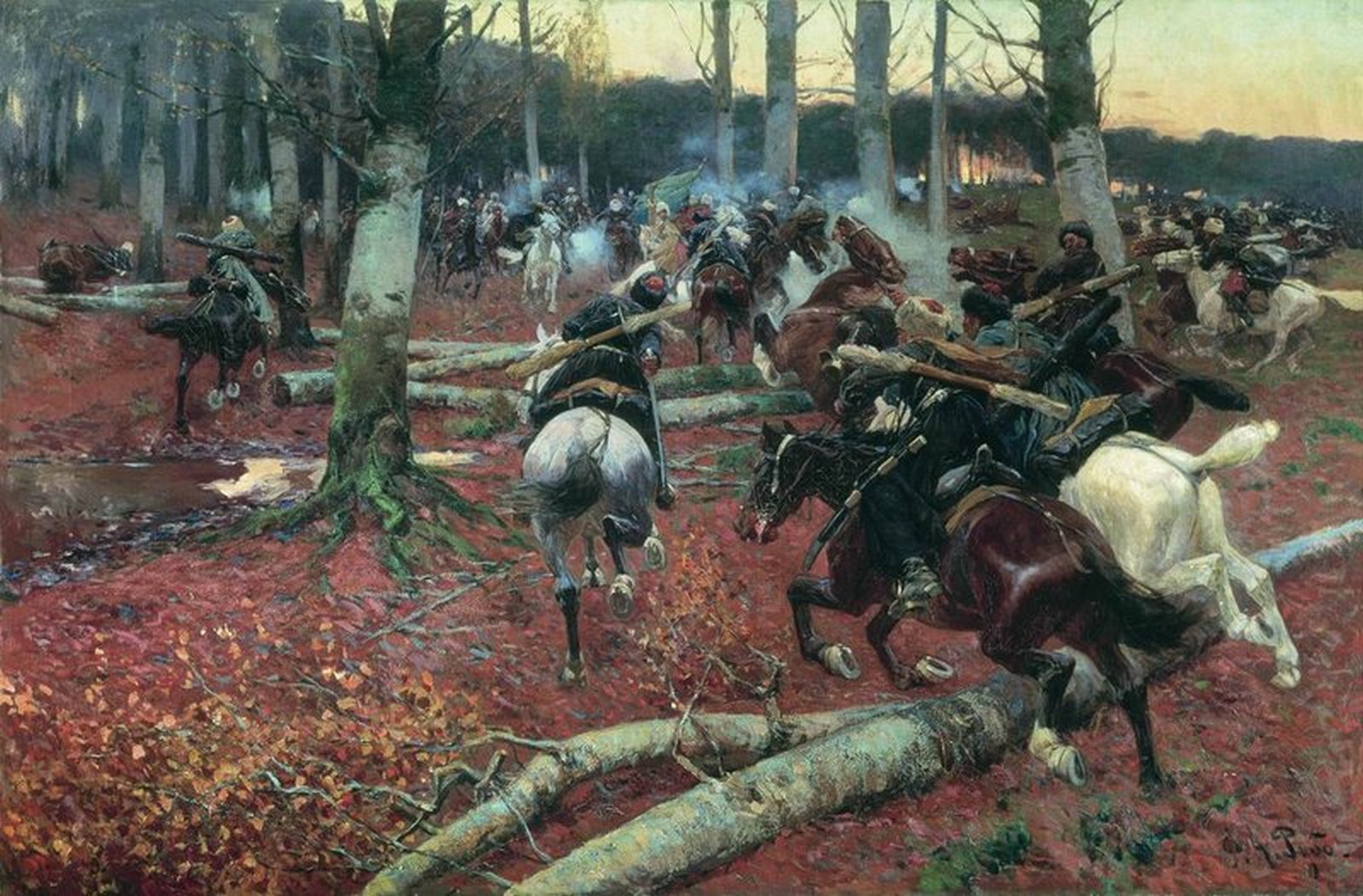
Бій з черкесами

Прапор Кубанської Республіки. Малиновий колір символізує чорноморців, синій — лінійців, а зелений — черкесів.

Кубанське козацьке військо було утворене 1860 року шляхом перейменування Чорноморського козацького війська і створення Кубанської області. Каркас війська складали українці-чорноморці. До їхнього складу були включені частини російського лінійного козацтва, а 1864 — українські азовські козаки. Кубанці грали провідну роль у Кавказькій війні, брали участь у винищенні черкесів та російській колонізації Північного Кавказу. На час формування Кубанського війська воно нараховувало 200 тисяч козаків.
В мирний час кубанці виконували поліцейські та прикордонні функції, а у воєнний — брали участь у війнах як нерегулярні частини. Кубанські козаки відзначилися у Хівінському поході 1873 року до Середньої Азії, російсько-турецькій війні 1877–1878 років в Болгарії, російсько-японський війні 1904–1905 років в Маньчжурії та Перший світовій війні 1914–1917 років в Галичині. На 1916 рік чисельність козацького населення на Кубані становила 1,3 млн осіб.
Після жовтневого перевороту 1917 року в Росії, кубанські козаки створили свій крайовий уряд — Кубанську Раду на чолі з Миколою Рябоволом. 28 січня 1918 року вона проголосила утворення на території Кубанської області самостійної Кубанської Народної Республіки зі столицею в Катеринодарі. З квітня кубанське керівництво розпочало переговори з Українською Державою про об'єднання на правах федерації. В 1919 році росіяни вбили Рябовола і за рік ліквідували Кубанську республіку. Удар по кубанцях спричинив поразку білого руху в європейській частині Росії.
1920 року, після встановлення на Кубані більшовицької влади, Кубанське козацьке військо було скасовано. 1932–1933 року комуністи виморили козацьке населення голодом. Зі спалахом німецько-радянської війни 1941–1945 років уцілілі козаки виступили на боці Німеччини й увійшли до складу козацького корпусу. На період війни радянська влада сформувала так звані червоні козацькі частини з некозацького населення, які були розпущені 1946 року.

### Забайкальські

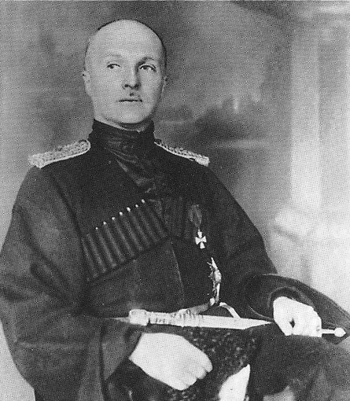
Гетьман Української Держави Павло Петрович Скоропадський був осавулом забайкальців під час російсько-японської війни.

Забайкальське козацьке військо було утворене 1851 року наказом імператора Миколи I на території Забайкальської області, у Східному Сибіру, на кордоні з Маньчжурією та Монголією. Головний осередок козаків розташовувався у місті Чита. До складу війська входили українці, росіяни, евенки та буряти. В мирний час забайкальці виконували поліцейські та прикордонні функції, а у воєнний — брали участь у війні як нерегулярне військо. Зокрема, Забайкальські козаки відзначилися в придушенні повстання боксерів 1899–1901 років у Цінській Імперії, в російсько-японській війні 1904–1905 років в Маньчжурії та Перший світовій війні 1914–1917 років в Галичині. На 1916 рік чисельність козацького населення становила 265 тисяч осіб, з яких 14,5 тисяч перебували на військовій службі. Під час Громадянської війни в Росії козаки підтримували антибільшовицькі сили, сформувавши державні утворення Забайкальська республіка та Російська Східна Окраїна. 1920 року радянська влада ліквідувала Забайкальське козацьке військо. Частина козаків емігрувала до Маньчжурії, де протягом 1933–1945 років користувалися підтримкою Маньчжурської держави та Японії.

### Амурські
Амурське козацьке військо було утворено 1858 року на території Амурської області, на кордоні з Маньчжурією. Його головний осередок розташовувався у місті Благовіщенськ. Основу війська складали забайкальські козаки, що заселили територію області у 1850-х роках. Особовий склад частково поповнювався українцями і росіянами з Донського, Кубанського і Сибірського козацьких військ. В мирний час амурці охороняли державний кордон по річках Амур та Уссурі. За час свого існування козацьке військо взяло участь у придушенні повстання боксерів 1899–1901 років, в російсько-японський та Перший світовій війнах. Станом на 1916 рік козацьке населення області становило 49,2 тисяч осіб, з яких 3,6 перебувало на військовій службі. В роки громадянської війни в Росії амурці підтримували антибільшовицькі сили, за що були розпущені радянською владою у 1918 році. 1924 року частина козаків підняли Зазейське повстання, що було придушене більшовиками. Залишки війська емігрували до Маньчжурії.

### Література

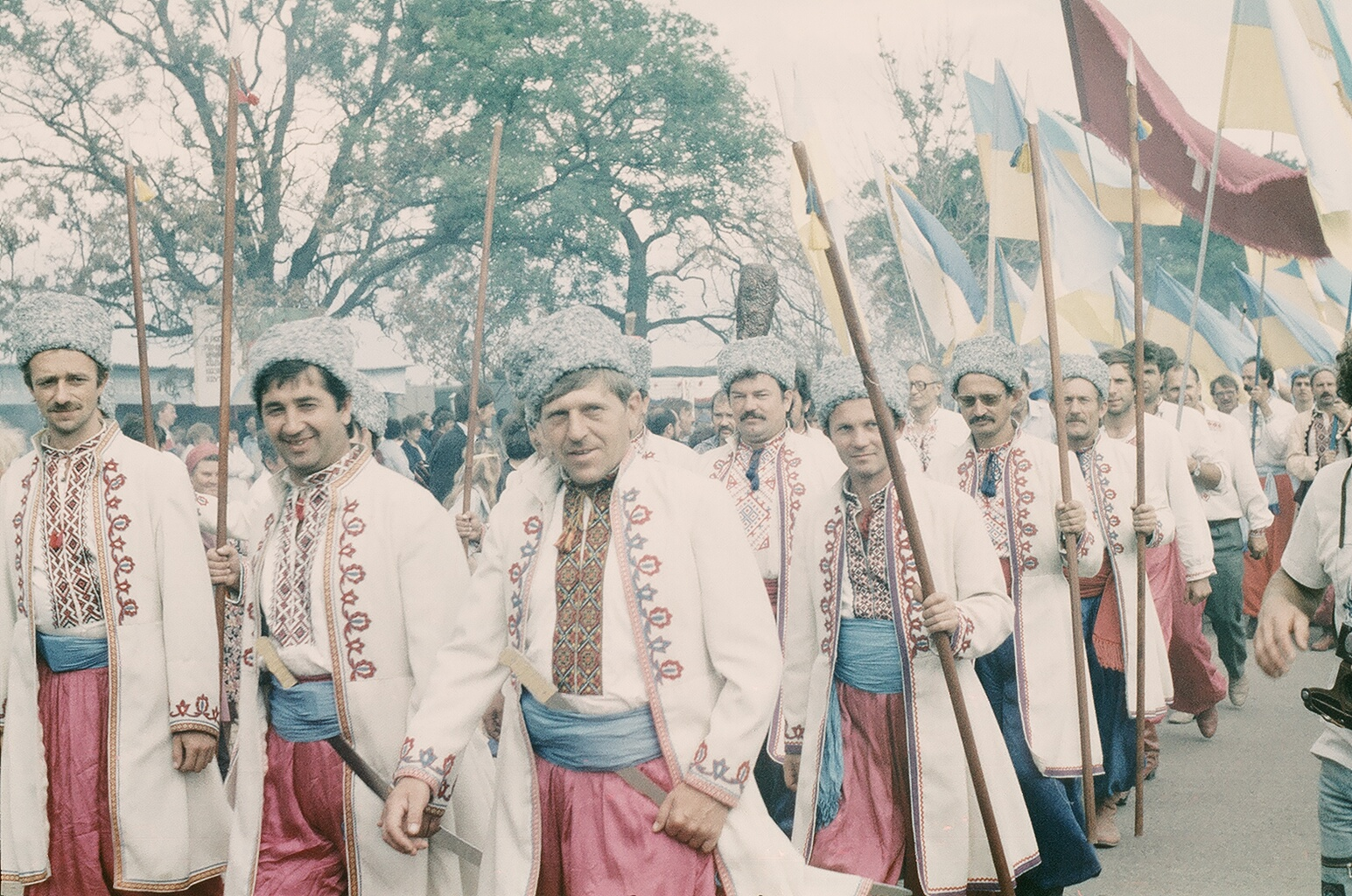
Сучасні «козаки». 1990 р. 500-ліття Запорозького козацтва

## У культурі

### Кіно
«Тарас Бульба» (1909) — перша кіноекранізація повісті, російський німий фільм Олександра Дранкова.
«Taras Bulba» (1924) — німецький фільм за повістю, знятий режисером Олексієм Грановським*
«Tarass Boulba» (1936) — французький фільм за повістю.
«The Rebel Son» (1938) — англійський фільм за повістю.
«Богдан Хмельницький»(1941) (СРСР)
«Taras Bulba» (1962) — найвідоміша іноземна екранізація, американський фільм за повістю. Юл Бріннер — в ролі Тараса Бульби.
«Taras Bulba, il cosacco» (1963) — італійський фільм за повістю.
- 1972 — Пропала грамота (Україна)

«Taras Bulba» (1987) — чеський телефільм за повістю.
«Дорога на Січ» (1995) Україна
- 1999 — Вогнем і мечем (Польща)

«Богдан Зіновій Хмельницький»(2002-06) Україна, режисер Микола Мащенко.
«Дума про Тараса Бульбу» (2009) — український телевізійний повнометражний художній фільм за повістю; прем'єра 29 березня 2009 року
- 2009 — Тарас Бульба (фільм) (Росія, Україна, Польща)

### Нумізматика
В 2021 році у Республіці Камерун була випущена колекційна срібна монета номіналом 3000 франків із зображенням запорозького козака. Монета стала частиною серії «Легендарні воїни», присвяченої найвидатнішим воїнам в історії людства.

## Похідні назви
Селище міського типу:
- Козацьке, Херсонська область, Бериславський район

Села:
- Козак, Житомирська область, Коростишівський район
- Козак, Рівненська область, Корецький район
- Козацьке, Донецька область, Новоазовський район
- Козацьке, Одеська область, Балтський район
- Козацьке, Одеська область, Білгород-Дністровський район
- Старокозаче, Одеська область, Білгород-Дністровський район
- Козацьке, Сумська область, Конотопський район
- Козацьке, Черкаська область, Звенигородський район
- Козацьке, Чернігівська область, Бобровицький район
- Козачка, Харківська область, Зміївський район.
- Козачки, Тернопільська область, Лановецький район
- Козачки, Хмельницька область, Летичівський район

Селище:
- Козацьке, Вінницька область, Піщанський район

Кораблі
- Корабель Козак

### Кирилицею
- Акты, относящиеся к истории Южной и Западной России, собранные и изданные Археографическою комиссиею. Санкт-Петербург, 1863—1892, в 15 т. (укр.), (рос.)
- Боплан Г. Л. де. Опис України, кількох провінцій Королівства Польського, що тягнуться від кордонів Московії до границь Трансільванії, разом з їхніми звичаями, способом життя і ведення воєн. — К.: Наук. думка; Кембридж (Мас.): Укр. наук. ін-т, 1990. [Архівовано 6 Жовтня 2010 у Wayback Machine.] (укр.)
- Величко С. В. Літопис. Т. 1. / Пер. з книжної української мови, вст. стаття, комент. В. О. Шевчука; Відп. ред. О. В. Мишанич.— К.: Дніпро, 1991.; Літопис. Т. 2. / Пер. з книжної української мови, комент. В. О. Шевчука; Відп. ред. О. В. Мишанич.— К.: Дніпро, 1991. [Архівовано 9 Січня 2008 у Wayback Machine.] (укр.)
- Ковальский H. П. Источниковедение истории Украины (XVI — первая половина XVII века). Часть 1. Анализ советских археографических публикаций документальных источников.— Днепропетровск, 1977. (рос.)
- Ковальский H. П. Источниковедение и археография истории Украины XVI — первой половины XVII вв. Часть 2. Анализ дореволюционных отечественных публикаций источников.— Днепропетровск, 1978. (рос.)
- Ковальский H. П. Источниковедение истории Украины XVI — первой половины XVII века.— Часть 3. Характеристика публикаций источников на иностранных языках.— Днепропетровск, 1978. (рос.)
- Мицик Ю. А. Джерела для вивчення історії антифеодальної та визвольної боротьби українського народу наприкінці XVI — у першій половині XVII ст. у фондах архівів ПНР // Архіви України, 1986.— № 5.— С. 55—61. (укр.)
- Мицик Ю. А. Джерела з історії Національно-визвольної війни українського народу середини XVII ст.— Дніпропетровськ, 1996. (укр.)
- Літопис гадяцького полковника Григорія Грабянки / Пер. із староукр. — К.: Т-во «Знання» України, 1992. (укр.)
- Літопис Самовидця. видання підготував Я. І. Дзира. — Київ: «Наукова думка», 1971. [Архівовано 8 Квітня 2005 у Wayback Machine.] (укр.)
- Симоновский П. И. Краткое описание о козацком малороссийском народе и о военных его делах.— Москва, 1847. [Архівовано 8 Жовтня 2010 у Wayback Machine.] (рос.)
- Козацтво як суб'єкт національного державотворчого процесу: порівняльний аналіз України і Російської Федерації [Архівовано 25 Липня 2012 у Wayback Machine.]

### Латинкою
- (фр.)Description d'Ukranie, qui sont plusieurs provinces du Royaume de Pologne. Contenues depuis les confins de la Moscovie, insques aux limites de la Transilvanie. Ensemble leurs moeurs, façons de viures, et de faire la Guerre. Par le Sieur de Beauplan. — A Rouen, Chez Jacques Cailloue, 1660. [Архівовано 10 Квітня 2021 у Wayback Machine.]
- (пол.) Kronika Polska Marcina Bielskiego.— Sanok, 1856.— T. 2.— S. 882.
- (пол.)Kronika Sarmaciej Europejskiej… przez Alexandra Gwagnina z Werony. — Krakaw, 1611.